# Portafoglio di mercato
Il portafoglio di mercato è un ipotetico portafoglio che comprende tutti gli asset disponibili sul mercato.
Ogni asset ha un peso pari al valore dell'asset sul totale degli asset disponibili sul mercato. Nella pratica rimane un portafoglio teorico in quanto non tutti gli asset sono disponibili per tutti gli investitori (ne sono un esempio i beni immobili), inoltre non tutte le aziende sono quotate, motivo per cui non è possibile parteciparvi in misura proporzionale al loro peso nel mercato. In pratica questo è un portafoglio non osservabile direttamente. La somma dei pesi dei vari asset deve sommare a 1.

## Descrizione
Il portafoglio di mercato è spesso approssimato da alcuni indici di mercato, il più comune è lo S&P 500. Il portafogli di mercato assume importanza in vari modelli teorici finanziari, un esempio ne è il CAPM. In questo caso è importante stabilire il rendimento atteso del portafoglio al fine di stimare il rendimento richiesto da un investimento avente una certa rischiosità (misurata dal β). Un altro dato che deriva dall'andamento del portafogli di mercato è la varianza dello stesso, questa viene utilizzata in importanti modelli di valutazione degli investimenti qualora si definisca il "rischio di mercato" in termini di media e varianza.
Secondo il CAPM infatti gli investitori cercano di massimizzare i loro rendimenti attesi,  avendo attenzione a minimizzarne la varianza dei rendimenti, dato che in questo modello tutti gli investitori detengono lo stesso portafogli (quello di mercato appunto), ci si dovrà attendere un rendimento atteso pari alla media ponderata dei rendimenti attesi dei singoli investimenti presenti in portafoglio e una varianza pari alla sommatoria delle covarianze dei singoli titoli del mercato, anche questa pesata.
{\displaystyle E(R_{i})=R_{f}+\beta _{i}(E(R_{m})-R_{f})\,}
- {\displaystyle E(R_{i})} — valore atteso di rendimento;
- {\displaystyle R_{f}} — tasso d'interesse senza rischio;
- {\displaystyle \beta _{i}} — correlazione di mercato;
- {\displaystyle E(R_{m})} — valore atteso di mercato;
- {\displaystyle E(R_{m})-R_{f}} — premio per il rischio.[1]

In questo contesto, la covarianza di un titolo con se stessa, ossia la varianza, è definita rischio idiosincratico, nel modello del CAPM questo rischio tende a zero all'aumentare delle dimensioni del portafogli di mercato. In pratica stiamo parlando del concretizzarsi del beneficio della diversificazione, ovvero l'eliminazione del rischio specifico di un titolo, dovuta alla diminuzione, a valori prossimi a zero, dei pesi dei singoli titoli in portafogli ( e con ciò del peso della loro varianza sul totale delle covarianze con gli altri titoli).